# Tweede Kamerverkiezingen 1981/Kandidatenlijst/DS'70
De kandidatenlijst voor de Tweede Kamerverkiezingen 1981 van DS'70 was als volgt:

## De lijst
1. Ruud Nijhof - 42.918 stemmen
2. Bert Wenteler - 310
3. Zeger Hartog - 295
4. Phia van Veenendaal-van Meggelen - 934
5. Jan Willem Schneider - 127
6. Anja Tertoolen - 347
7. Rieks Rossing - 109
8. Catrien van Emmerik-Viveen - 147
9. Hans Cappon - 83
10. Nicola Bödecker - 89
11. Hans Diekman - 237
12. Derk ter Weeme - 59
13. Jan Taal - 60
14. Henk Salemink - 34
15. Frans Wilderink - 32
16. Lou Snoeck - 37
17. Gerben Abma - 64
18. Evert van Dijk - 70
19. Dieni Langereis-Enting - 91
20. Jan Moree - 58
21. Jan Bijderwieden - 43
22. Jaap Stikker - 20
23. Wim ter Smitte - 30
24. At Vrijburg - 446
25. Enno Erkelens - 90
26. Ruud Ungerer - 83
27. Max Euwe - 212
28. Bernardus Lievegoed - 245
29. Jan Drees - 971
30. Jacques Baruch - 327

PvdA · CDA · VVD · D'66 · SGP · PPR · CPN · GPV · PSP · Rechtse Volkspartij · DS'70 · RKPN · Partij van Rijksgenoten · Kleine Partij · God Met Ons · Nederlandse Evolutie Partij · Leefbaar Nederland · SP · De Vrede Partij · RPF · Realisten '81 · IKB · NVU · Centrumpartij · Partij tot Likwidatie van Nederland · Wereld Welzijns Bewustwording · EVP · SOS
1971 · 1972 · 1977 · 1981 · 1982